# Eduard Suling
Eduard Suling (* 28. Juni 1856 in Bremen; † 3. Juli 1922 in Bremen) war ein deutscher Wasserbauingenieur und hochrangiger staatlicher Baubeamter in Bremen.

## Biografie
Suling war der Sohn eines Schiffsmaklers. Er absolvierte das Alte Gymnasium in Bremen und studierte Bauwesen an der Technischen Hochschule Aachen und an der Berliner Bauakademie.
1881 arbeitete er als Regierungsbauführer (Referendar in der öffentlichen Bauverwaltung) in Bremen beim Umbau der Entwässerungsanstalt im Blockland. Danach war er von 1883 bis 1885 bei der Weserkorrektion unter der Leitung von Oberbaudirektor Ludwig Franzius mit dem Durchstich an der Langen Bucht der Weser beschäftigt. Von 1885 bis 1887 arbeitete er beim Entwurf von Erzverladeanlagen für Santiago de Cuba und bei der AG für Eisenindustrie und Brückenbau vorm. Johann Caspar Harkort in Hochfeld am Rhein. Zurück in Bremen führte er weitere Wasserbaumaßnahmen durch. 1888 bestand er das 2. Staatsexamen zum Regierungsbaumeister (Assessor).
Suling wurde bereits 1889 als Bauinspektor endgültig in den Bremischen Staatsdienst übernommen, und Franzius bestimmte ihn zu seinem Assistenten. Von 1893 bis 1895 hatte er die Oberbauleitung bei der großen Weserkorrektion, anschließend übernahm er die Oberleitung beim Bau der Großen Weserbrücke. 1899 entstand sein Entwurf für die Kanalisierung der Mittelweser. 1900 wurde er zum Baurat ernannt. Seine Hauptaufgabe war nun der Ausbau der Häfen in Bremen. Der Speicher XI in der Überseestadt von Bremen wurde von 1908 bis 1912 nach Plänen von Suling und Nause unter Leitung von Oberbaudirektor Hermann Bücking gebaut. Am 1. Juni 1913 wurde Suling zum Baudirektor und Leiter für den Bereich der Hafen-, Wasser- und Eisenbahnbauten (später Hafenbauamt Bremen) ernannt.
1915 ging Bücking in den Ruhestand und Suling folgte ihm im Amt des Oberbaudirektors, als höchster Baubeamter von Bremen. 1922 folgte Anton Hacker ihm im Amt des Hafenbaudirektors.

## Ehrungen
- 1914 verlieh die Technische Hochschule Hannover Suling die Ehrendoktorwürde als Dr.-Ing. E.h.
- Wenige Monate vor seinem Tod wurde er zum außerordentlichen Mitglied der Preußischen Akademie des Bauwesens ernannt.
- Die Eduard-Suling-Straße im Bremer Stadtteil Häfen wurde 1927 nach ihm benannt.